# Ten Broeke motorkruiser
De Ten Broeke motorkruiser werd gebouwd op de werf te Aalsmeer van Willem ten Broek, vanaf begin jaren 60 tot eind jaren 80. Het zijn stalen boten in verschillende lengtes, al dan niet met achterkajuit. De motorboten konden zowel als casco of volledig afgetimmerd besteld worden. Ook kon bij bestelling worden gekozen voor een binnenboord- of buitenboordmotor. De boot is ontworpen door J.C.Lepeltak te Amsterdam, geb.in 1902 te Kinderdijk. Hij ontwierp de boten toen hij zijn AOW had voor een bescheiden bedrag als vriendendienst voor botenbouwer Willem Ten Broek. Dit deed hij omdat zijn eigen bakdekkruiser in de jachthaven van Ten Broeke aan de Aalsmeerse Oosteinderweg lag. Oja, hij was ook mijn vader. 
De Ten Broeke motorkruiser was een budgetboot van redelijke kwaliteit, wat blijkt uit de grote aantallen die nog op de markt worden aangeboden.